# Liste der Bürgermeister von Zederik
Dieses ist die Liste der Bürgermeister von Zederik in der niederländischen Provinz Utrecht von der Gründung der Gemeinde am 1. Januar 1986 bis zu ihrer Auflösung am 1. Januar 2019.
| Bürgermeister | Bürgermeister     | Partei | Partei | Amtszeit  | Anmerkungen   |
| ------------- | ----------------- | ------ | ------ | --------- | ------------- |
|               | Teus den Breejen  |        | CDA    | 1986–2004 |               |
| Frank Koen    | Frank Koen        |        | CDA    | 2004–2010 |               |
|               | Huub van der Meer |        | CDA    | 2010–2011 | kommissarisch |
| Coert van Ee  | Coert van Ee      |        | CDA    | 2011–2016 |               |
|               | André Bonthuis    |        | PvdA   | 2016–2018 | kommissarisch |